# María Laïná
María Laïná (en grec moderne : Μαρία Λαϊνά), née en 1947 à Patras et morte le 27 décembre 2023 à Athènes, est une poétesse grecque progressiste.

## Biographie
Maria Laïna voit le jour à Patras, en 1947.

### Formation
Elle étudie le droit à l'université d'Athènes.

### Carrière
Elle exerce le métier de traductrice, critique d'art, scénariste, professeur de grec et productrice de radio.
Elle appartient à la génération des années 1970, terme littéraire désignant les écrivains grecs qui ont commencé à publier leurs œuvres dans les années 1970, notamment vers la fin de la dictature des colonels de sept ans et les premières années de transition qui suivent.
Avec neuf recueils de poésie, 11 pièces de théâtre, cinq œuvres en prose, quatre critiques et études, une anthologie de poésie étrangère du XXe siècle, de nombreux montages et traductions de livres, des traductions de ses œuvres dans diverses langues, elle marque la littérature grecque de son influence.

### Reconnaissance
Elle reçoit :
- le prix de poésie de l'État (1993), pour son recueil Ρόδινος φόβος (Peur rose)[6]
- le prix de la ville de Munich, pour la traduction allemande du même recueil
- le prix Cavafy (1996), avec Giórgos Markópoulos (el)[7]
- le prix Maria Callas (1998), du Troisième Programme (el) de l'ERT[7]
- le prix de la Fondation Kostas et Eleni Ourani (2014), pour l’ensemble de son œuvre
- le Grand State Literature Award (2022), pour sa contribution globale à la littérature. (Elle est membre fondateur de la Société des auteurs)

Sa poésie est traduite en allemand, en anglais, en français et en espagnol.

### Décès
Maria Laïna meurt le 27 décembre 2023 à Athènes, à l’âge de 76 ans.

## Publications

### Poésie
- Passage à l'âge adulte (Ενηλικίωση - 1968)
- Ci-après (Επέκεινα  - 1970)
- Changement de paysage (Αλλαγή τοπίου - 1972)
- Signes de ponctuation (Σημεία στίξεως - 1979)
- La Sienne (Δικό της - 1985)
- Peur rose (Ρόδινος φόβος - 1992)
- Ici (Εδώ - 1992)

### Traductions
- Η Αλφαβήτα της μελέτης (A.B.C. de la lecture (en) - Ezra Pound)
- Μακαριότητα (Félicité - Katherine Mansfield)
- Για την ποίηση (On Poets and Poetry - T. S. Eliot)